# Апінгтонія

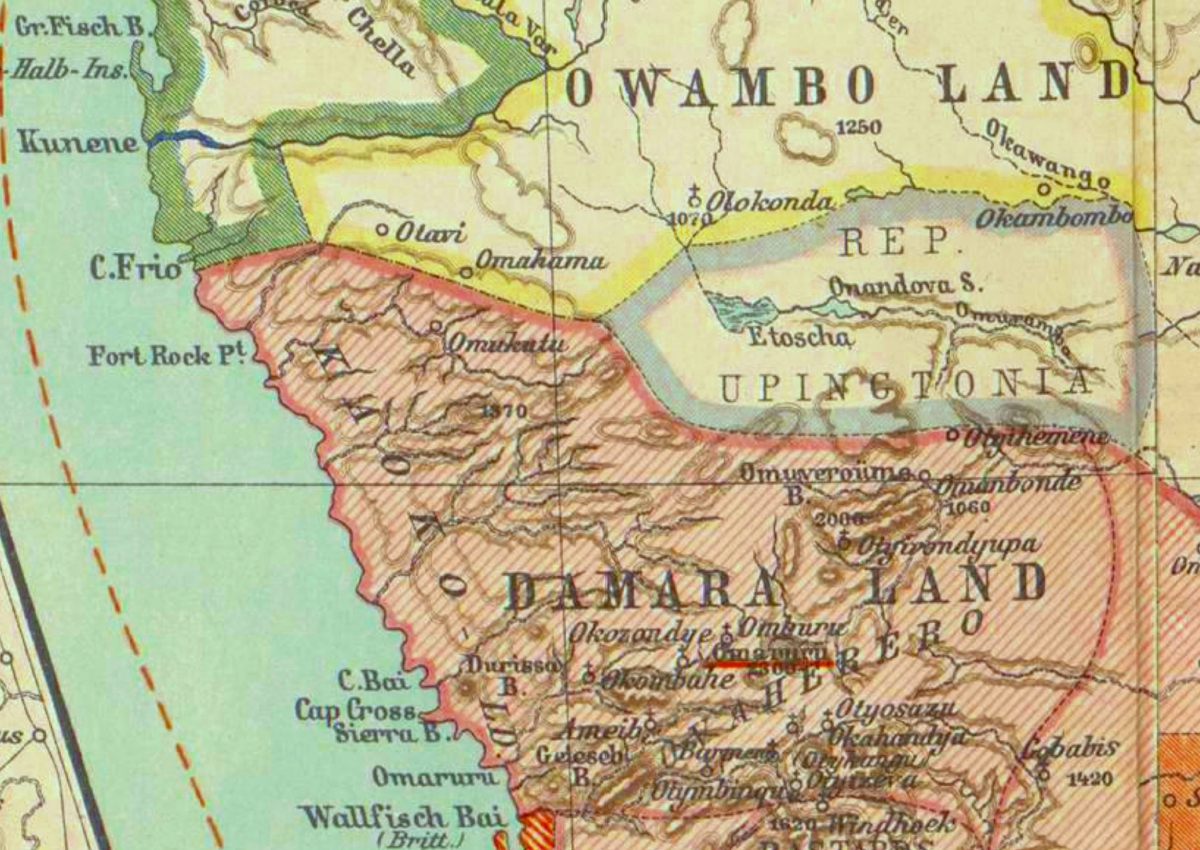
Лейденсруст показаний на мапі сірим кольором

Лейденсруст, офіційно Республіка Лейденсруст, була короткочасною бурською республікою на території сучасної Намібії . Оголошена 20 жовтня 1885 року, вона спочатку мала назву Апінгтонія, але незабаром змінила назву, оскільки оригінальна назва втратила свою суть. У 1887 році вона увійшла в Німецьку Південно-Західну Африку.

## Історія
Між 1874 і 1880 роками фермери мігрували з Трансваалю на території сучасної південної Анголи. Там вони вступили в конфлікт з португальською колоніальною владою, і частина з них повернулася в Трансвааль, а інші мігрували далі на південь. 
У 1885 році, Вільям Вортінгтон Джордан купив ділянку землі (розміром в 50 тисяч квадратних кілометрів) у вождя племені Овамбо, Камбонде ка Мпінгана, за 300 фунтів, що були виплачені у вигляді двадцяти п'яти одиниць вогнепальної зброї, одного засоленого коня та діжки бренді. Ця ділянка простягалася на 170 кілометрів від Окакуего на заході до Сковороди Фішера на сході. Вождь Камбонде поклався на допомогу Джордана для того, щоб перемогти свого брата та суперника у боротьбі за владу - Нхале лья Мпінгана.
Між 1876 і 1879 роками, під час Дорслендського треку, бури перетнули цю територію, прямуючи до Анголи. У 1885 році деякі з цих мандрівників повернулися й оселилися в Хруатфонтейні на землі, безплатно наданій їм Джорданом. Республіка Апінгтонія була проголошена 20 жовтня 1885 року.  На той час населення Апінгтонії становило близько п'ятисот поселенців. Держава була названа на честь Томаса Апінгтона, прем'єр-міністра Капської колонії, від якого нова держава сподівалався отримати підтримку. Однак мало що було зроблено.  У 1886 році під впливом бурів, які повернулися до Трансваалю з південної Анголи, назву було змінено з Апінгтонії на Лейденсруст(африк. Lydensrust) або Лійденсруст(африк. Lijdensrust).
Столицею короткочасної республіки, був Хруатфонтейн, а її президентом - Джордж Дідерік П. Прінслу. Нова держава воювала з племенем гереро і стала залежною від німецького захисту. У 1886 році Джордан був убитий Нхале лья Мпінганою, і республіка розпалася. Наступного року територія, яку вона охоплювала, була включена до Німецької Південно-Західної Африки. 